# 後藤ルミ子
後藤 ルミ子（ごとう るみこ、1950年8月5日 - ）は、日本の女優。1970年代には、後藤 ルミ名義で芸能活動していた期間もある。東京都世田谷区出身。結婚して引退していたが、2019年に復帰した。コントロールプロダクション所属。

## 略歴
中学1年生の時に東映児童研修所第5期生となる。同期には児島美ゆき・片山由美子・小倉一郎らがいた。同研修所に所属したままテレビや映画に出演していた。1965年8月18日、日本教育テレビ（NET、現・テレビ朝日）の仲谷昇主演『判決』第149回「師の名において」で不良少女・北原令子としてドラマデビュー。1969年『炎の青春』で白川とみ子役として全10話全てにレギュラー出演。1971年『宇宙猿人ゴリ対スペクトルマン』で「怪獣Gメン」になってから初の女性Gメン・沢みどりとして登場。日活映画「女子学園シリーズ」3本では主演の夏純子の敵役として好演を博するが、アメリカ人と結婚して23歳で引退した。2019年に女優として復帰し、舞台を中心に活動している。資格を生かしながらYouTubeチャンネルでカクテル紹介映像などを公開している。なお、息子のランディ・ヘブンスは、岩井俊二監督の『打ち上げ花火、下から見るか? 横から見るか?』『Love Letter』『スワロウテイル』などの作品に出演している。
中学1年生の時、東映児童研修所の第5期生として入所した。同じ時期には小島美由紀、片山由美子、小倉一郎らが在籍していた。東映在籍中にはテレビや映画にも出演。 1965年8月18日、日本教育テレビのドラマ『判決』第149話で、不良少女・北原礼子役として女優デビューを果たした。また、『炎の青春』では白川富子役として全10話に出演した。
1971年には人気テレビシリーズ『スペクトルマン』で、怪獣と戦う沢みどり（アメリカ版では「サリー」）役として主演し、共演者としても活躍した。ヒット映画『危険な遊び』では、主演の夏純子を相手に、強く印象に残る演技を披露した。
彼女の息子であるランディ・ヘヴンズは、岩井俊二監督のヒット映画『打ち上げ花火、下から見るか？横から見るか？』に共演していた。また、評価の高い映画『Love Letter』や『スワロウテイル』にも出演した。

## 人物
- 趣味は洋画鑑賞・社交ダンス・フランス語会話・歌（ジャズ）。
- 資格に日本ソムリエ協会認定ワインエキスパート、WEST INTERNATIONAL HIGHER CERTIFICATE IN WINES、 American Bartender、TALK食空間コーディネーターを持つ。

## 出演作品

### 映画
- あゝひめゆりの塔（日活、1968年9月21日）- 仲曽根久子
- ある19才の日記 あげてよかった!（日活、1968年11月2日） - 鏑木敏江
- 女子学園 悪い遊び（ダイニチ映配、1970年11月12日）- 舛田花子
- 女子学園 ヤバい卒業（ダイニチ映配、1970年12月15日）- 中川博子
- 女子学園 おとなの遊び（ダイニチ映配、1971年1月27日）- 足立美枝
- 夜の診察室（ダイニチ映配、1971年9月4日） - 妻ルミコ
- 尼寺博徒（東映、1971年9月7日） - 梨仙
- 狼やくざ 殺しは俺がやる（東映、1972年1月11日） - 和泉真矢子

### ドラマ
- 判決 第149話「師の名において」（1965年8月18日、NET）- 北原令子
- NHK劇場 よみがえる夏（1966年8月25日、NHK）- ルリ子
- 特別機動捜査隊（NET / 東映）
  - 第270話「太陽が昇る時」（1966年12月28日）
  - 第542話「男子禁制」（1972年3月22日）- 富田妙子
  - 第556話「若い男と女の坂道」（1972年6月28日）- 清子
- 青空に叫ぼう（1967年、NET / 東映）
- マコ!愛してるゥ 第10話「奥さまはユーレイ」（1967年8月16日、TBS / 東映）
- 泣いてたまるか 第49回「先生推理する」（1967年7月16日、TBS / 国際放映）- 渥美清の生徒
- 炎の青春（1969年5月 - 7月、NTV）- 白川とみ子
- ハレンチ学園 第20話「ズッコケ飛行船の巻」（1971年2月11日、東京12ch / 日活）
- 東京警備指令 ザ・ガードマン 第311話「ハレンチ歌手が次々と殺される夜」（1971年3月19日、TBS / 大映テレビ室）- ヨーコ
- キイハンター (TBS / 東映）
  - 第159話「腰抜けギャング、がい骨争奪戦」（1971年4月17日）- 金山富子
  - 第213話「ずっこけスパイ ハレンチ大学」（1972年年4月29日）
- ガッツジュン 第7話 ～ 第10話（1971年5月-6月、TBS / 宣弘社）- 西田留美
- プレイガール 第122話「怪談 砂漠東京に骨がころがる」（1971年8月2日、東京12ch / 東映）- ヒロ子
- スペクトルマン 第36話 ～ 第39話（1971年9月、フジテレビ / ピープロダクション）- 沢みどり
- 刑事くん（TBS / 東映）
  - 第28回「崖の上の少女」（1972年3月13日）
  - 第29回「大空の逃亡者」（1972年3月20日）- みどり
- 超人バロム・1 第16話「魔女ランゲルゲは鏡に呪う」（1972年7月16日。よみうりテレビ / 東映）- ランゲルゲの人間態・黒沼嵐子
- はつさんハーイ!（1973年1月、NHK）- 母・梅子の姪、ひろ子

### バラエティ
- クイズ!脳ベルSHOW（2019年7月・2022年7月、BSフジ） - 2019年7月は決勝まで進出
- BSフジ11時間テレビ2019 全国対抗!脳トレ生合戦! （2019年11月、BSフジ） - 脳ベルダービー出演
- クイズ!脳ベルSHOW　第5回グランドチャンピオン大会（2019年9月、BSフジ） - 脳ベルダービー出演

### 舞台
- ダンスレボリューション～ホントのワタシ～2019（2019年、作・演出：是枝正彦 ）
- ブラックコメディ「見えない人たち」（2019年、作・演出：是枝正彦） - 映画監督 役
- COMEDY SHOW　OH!MY GOD!～2020（2020年、築地ブティストホール、作・演出：是枝正彦）
- ターニングポイント（2023年、博品館劇場、作・演出：是枝正彦）ダイヤ版出演 - かおりママ 役
- COMEDY SHOW　OH!MY GOD!～2024（2024年、博品館劇場、作・演出：是枝正彦）
- 朗読劇 ひめゆりの唄 2924年版（2024年、中野スタジオあとくれ、朗読劇の会 GO緑） - 貞世 役